# Свети Никола (Ягол)
Вижте пояснителната страница за други значения на Свети Никола.
„Свети Никола“ (на македонска литературна норма: „Свети Никола“) е възрожденска църква в кичевското село Ягол, Северна Македония. Църквата е част от Кичевското архиерейско наместничество на Дебърско-Кичевската епархия на Македонската православна църква – Охридска архиепископия.
Църквата е гробищен храм, разположен югозападно от селото. Изградена е в началото на 1848 година. В 1936 година е изграден още един етаж. Иконостасът е изработен в 1938 година от братята Йоаким и Томо Николоски от Лазарополе.